# Zastava (merk)
Zastava Automobili (Servisch: Застава Аутомобили, voorheen Zavodi Crvena Zastava ofwel Rode Vlag Fabriek, afgekort Z.C.Z.) was een Joegoslavische, later Servische autofabrikant en automerk. In 2008 werd de productie van Zastava-auto's stopgezet en de productiefaciliteiten van Zastava Automobili overgenomen door FCA Srbija.

## Geschiedenis
De Zastava-wapenfabriek werd in 1853 opgericht als producent van wapens en gereedschappen. Al voor de Tweede Wereldoorlog bouwde men ook vrachtwagens voor legerdoeleinden. In 1953 werd Zastava Automobili opgericht om auto's te produceren voor de Joegoslavische interne markt. In 1954 sloot Zastava een overeenkomst met FIAT om een aantal modellen in licentie te produceren. Het werd zodoende de eerste Joegoslavische fabrikant van personenwagens. De productie begon met de Fiat-typen 1400 BJ en Campagnola. Ook lichte bedrijfswagens zoals de Fiat 1100 T behoorden vanaf het begin tot het productieprogramma.
Vanaf oktober 1955 werd in Kragujevac de Fiat 600 gebouwd. Door vergroting van de motorinhoud ontstonden bij slechts licht gewijzigde carrosserie de typen Zastava 750 en Zastava 850. Tot het einde van de productie in november 1985 werden in totaal 923.487 eenheden van deze internationaal zeer succesvolle Fiat-constructie bij Z.C.Z. gebouwd. Vooral in de jaren vijftig en zestig werden meer Fiat-typen gemonteerd: de 1100E, de 600 Multipla, de 1800B en de 2300. Grote productieaantallen bereikte de Zastava 1300, deze werd vanaf 1961 gebouwd en was verregaand gelijk aan het Fiat-origineel. Als eigen carrosserievariant werd onder andere een ziekenauto genaamd Sanitet gebouwd. De later ook als 1500 (met 1500 cc-motor) geleverde auto bleef tot eind jaren zeventig in het programma.
In 1971 begon de productie van de Zastava 101, gebaseerd op de Fiat 128. Zastava maakte een nooit door Fiat geproduceerde vijfdeurs hatchbackversie van de 128. De 101 werd al vrij snel naar verschillende landen geëxporteerd, onder andere als Fiat 128 Z, Fiat 1100 Z en Zastava 1100. Door montage bij het Poolse FSO ontstond de Zastava 1100 P. In 1978 verscheen een driedeursuitvoering, de Mediteran. Zastava ontwikkelde zelf een pick-upvariant genaamd Poly en in 1984 werd ook de vierdeurs sedanuitvoering in productie genomen onder de naam Zastava 128, nadat Fiat zelf de productie hiervan in 1983 staakte. Vanaf 1986 werd het model verkocht als Zastava 55 GT/GTL (1100 cc) en 65 GTL(1300 cc).
In relatief kleine aantallen monteerde men bij Z.C.Z. de Russische Lada, de Poolse FSO-modellen Polonez en 125p en de Polski Fiat 126p. De Zastava 125 PZ was geënt op de Fiat 125 en toonde veel overeenkomst met de Poolse 125p. De reden daarvoor was dat Z.C.Z. en FSO nauw samenwerkten. De achterassen, sommige motordelen, een deel van de elektrische installatie en de koel- en verwarmingssystemen voor de Poolse Fiat werden gemaakt door Zastava. FSO leverde op zijn beurt aan Joegoslavië de voorwielophanging, het stuursysteem, de aandrijfas, complete motoren en zelfs kant-en-klare carrosserieën. Kortom, hier was sprake van de meest vergaande samenwerkingen in de Oost-Europese auto-industrie.
Ook met de Fiat-licentienemer AvtoVAZ (Lada) in de Sovjet-Unie werd een samenwerking op het gebied van de onderdelensector overeengekomen. Montages van Italiaanse onderdelenleveringen rondden het Zastava-programma af met de Fiat Regata en Fiat Croma.

### Yugo
In 1987 werd de merknaam Zastava vervangen door Yugo en werden de 101-modellen aangeboden als Yugo Skala. De productie hiervan werd pas in november 2008 gestaakt. In 1987 werd ook een nieuw type gepresenteerd, de Yugo Florida, ook bekend als Yugo Sana.
De naamswijziging van Zastava in Yugo ging vooraf door de introductie van de Zastava Yugo in 1980. De modelnaam Yugo raakte zo ingeburgerd dat het later de officiële merknaam werd. Deze Yugo, in sommige landen was de typeaanduiding Koral, had een eigen carrosserie, maar was technisch gezien gebaseerd op de Fiat 127. Oorspronkelijk werd hij geleverd met een 900 cc-motor als type 45, later ook met de motoren van het type 101 als 55 en met een 1300 cc-motor als 65. In 1987 maakte de Yugo de helft van de Z.C.Z.-productie uit en werd een cabrioletversie gepresenteerd. In Italië werd Innocenti gebruikt als merknaam.
In de jaren negentig kreeg Zastava te maken met economische sancties die tegen Servië werden getroffen, en in 1999 werd de autofabriek in Kragujevac tijdens de Kosovo-oorlog gebombardeerd door de NAVO. In 2006 kreeg de merknaam Zastava een revival, doordat de bij Z.C.Z. gebouwde Fiat Punto (type II facelift) werd verkocht als Zastava 10. Eind april 2008 nam Fiat een belang van 70% in het bedrijf en in november 2008 rolde de laatste auto onder de merknaam Zastava van de band.
Sinds 2008 produceert de fabriek in Kragujevac modellen van Fiat.

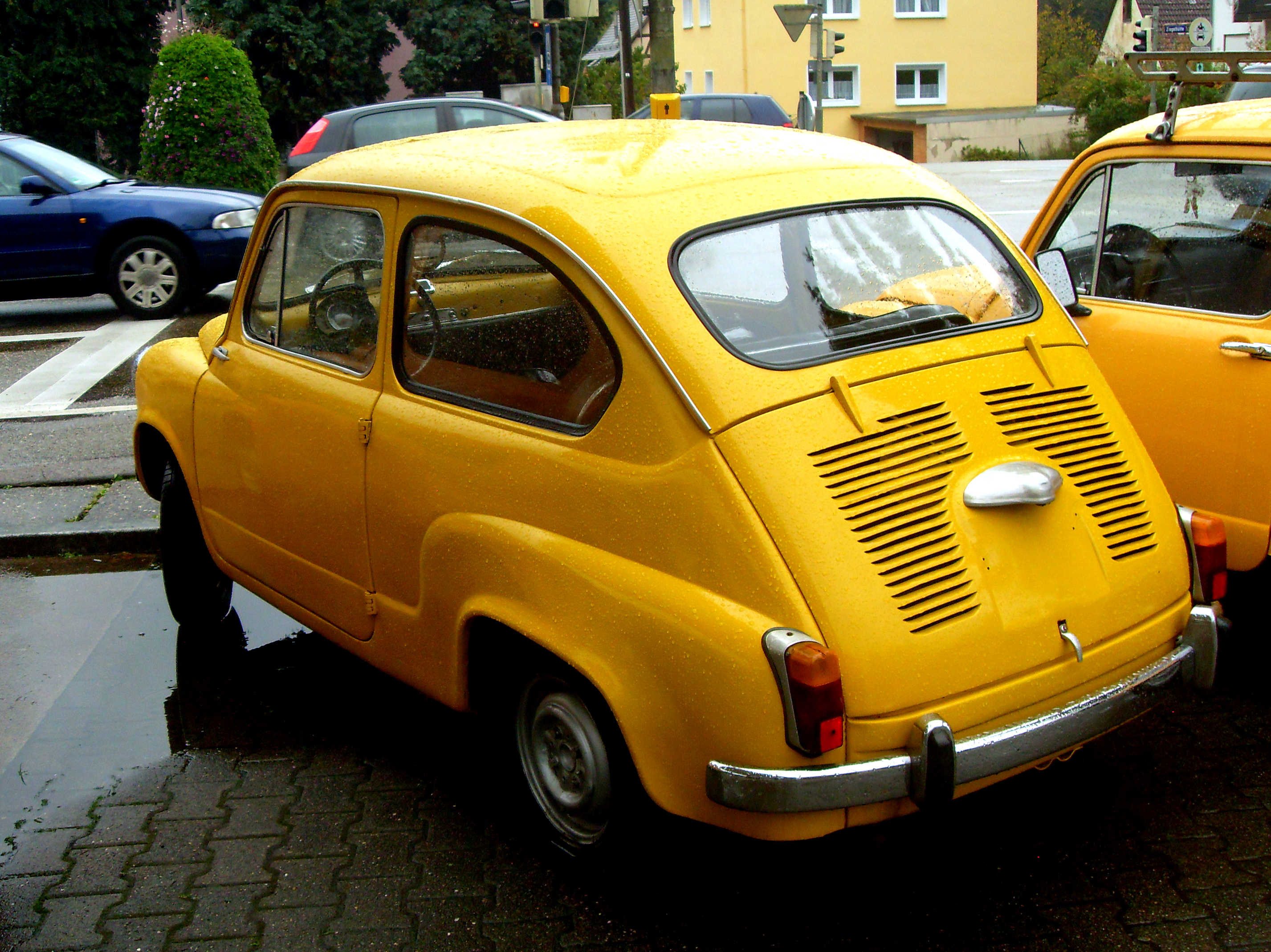
Zastava 750
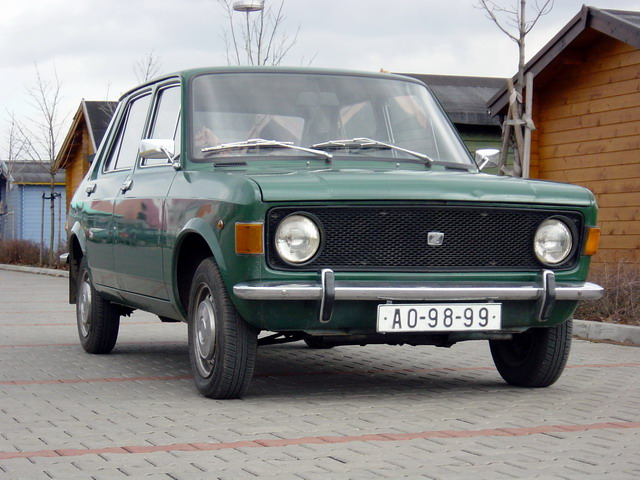
Zastava 101
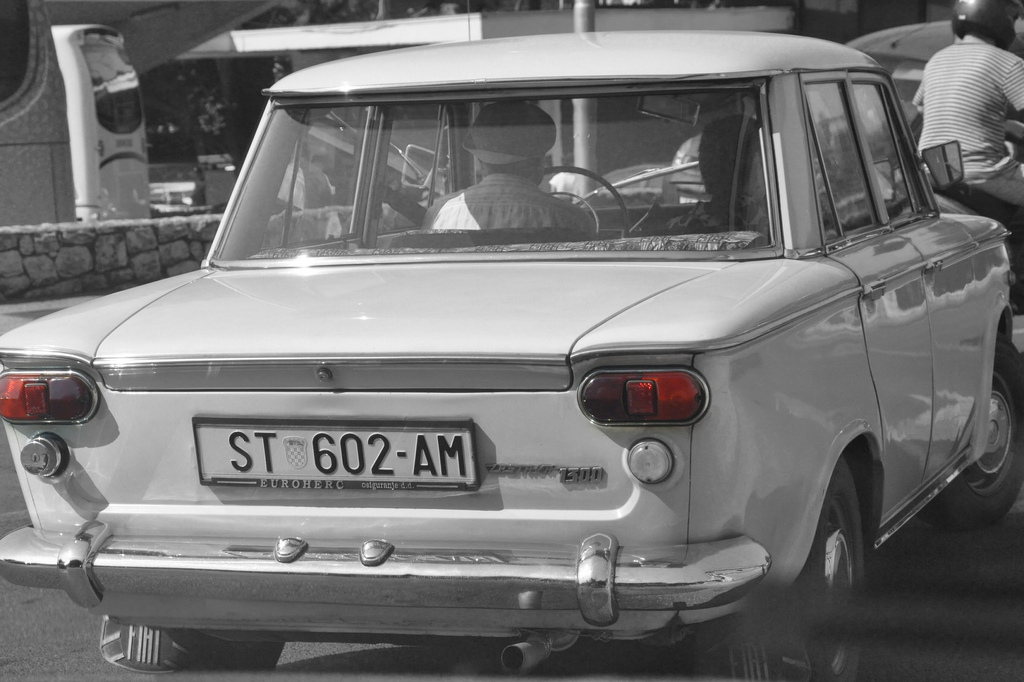
Zastava 1300
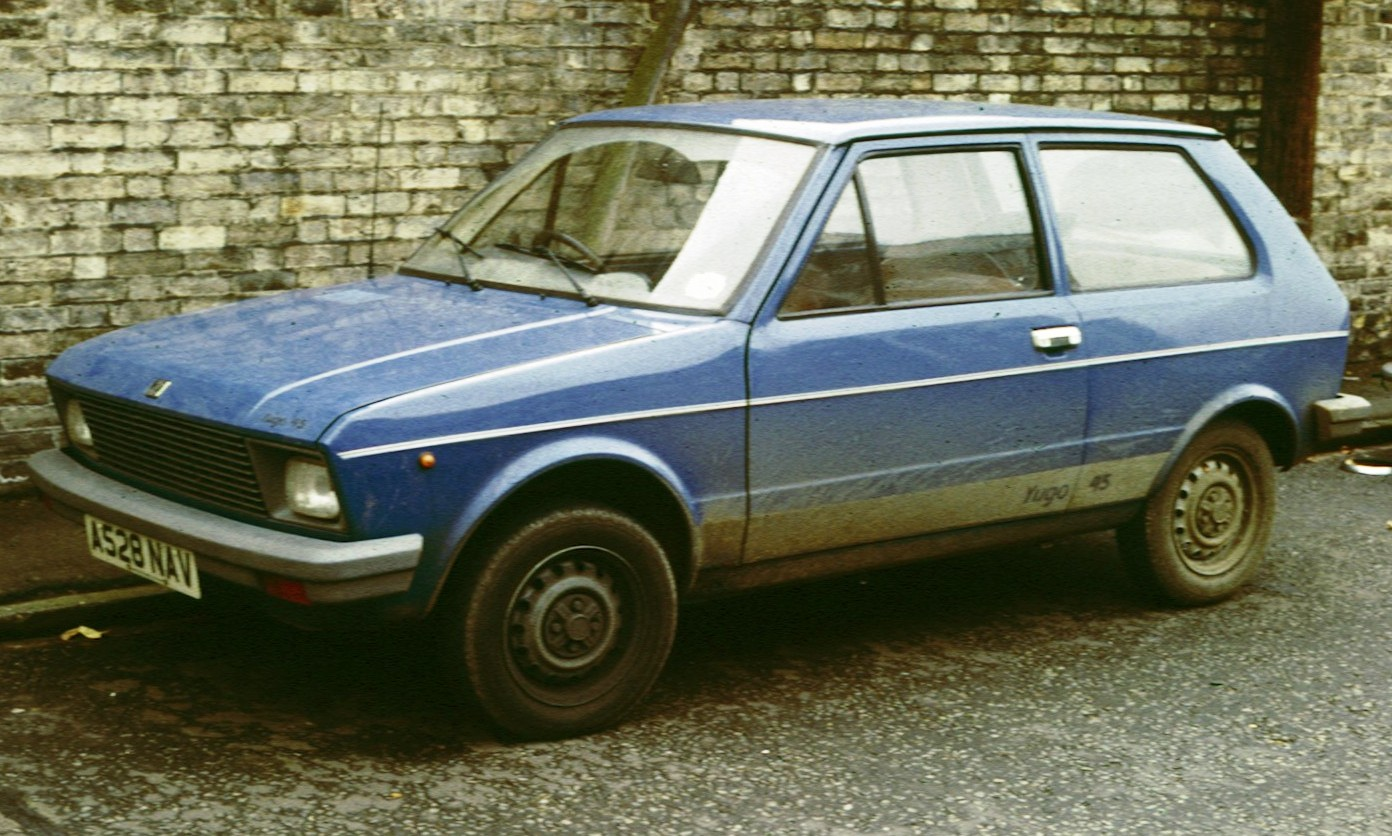
Zastava Yugo 45
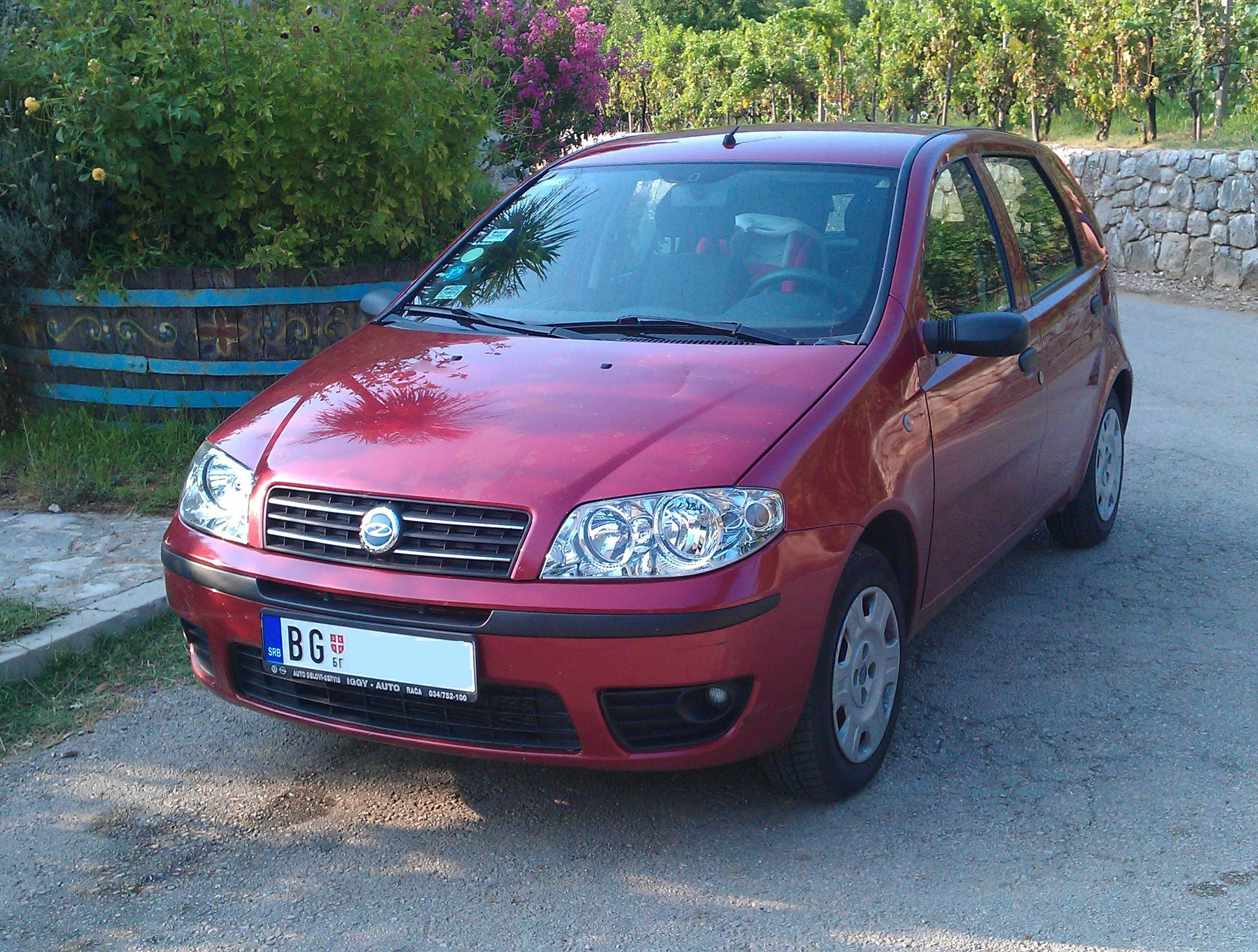
Zastava 10

### In Nederland
In 1970 bereikte Zastava de mijlpaal van een half miljoen geproduceerde auto's. Men achtte toen de tijd rijp voor export naar West-Europa, Nederland werd het eerste land waar de Zastava op de weg verscheen. In 1971 begon Gremi Auto-import uit Groningen met de import van Zastava in Nederland. Het aanbod bestond uit de Zastavamodellen 750 (in 1973 5.127 gulden), 101 (in 1973 8.578 gulden) en 1300 (in 1973 8.495 gulden). Ook de 125 PZ (in 1972 8.892 gulden) was korte tijd in Nederland leverbaar.
In 1984 bestond het aanbod uit de GTL 55 en de GTL 65, die per 1 september 1983 werden aangeboden voor respectievelijk 11.495 en 11.995 gulden, en de Yugo 45 E die werd aangeboden voor 9.995 gulden.
Gremi importeerde ook Lada. In de jaren tachtig bleek deze combinatie meer en meer ten nadele van Zastava te werken. In 1986 werd de import gestaakt. In 1988 werd Yugo Nederland, gevestigd in Doesburg, opgericht om de Yugo's naar Nederland te halen.

## Belangrijkste modellen
- Zastava 750 1955–1986
- Zastava 101 1971–2008
- Zastava 1300 1961–1979
- Zastava Yugo Koral 1980–2008
- Yugo Sana 1987–2008
- Zastava 10 2005–2008